# 187276 Meistas
187276 Meistas è un asteroide della fascia principale. Scoperto nel 2005, presenta un'orbita caratterizzata da un semiasse maggiore pari a 2,7876279 UA e da un'eccentricità di 0,1255040, inclinata di 4,25701° rispetto all'eclittica.